# 곽상언
곽상언(郭相彦, 1971년 11월 18일~)은 대한민국의 법조인, 정치인이며, 제22대 국회의원이다. 노무현 대한민국 제16대 대통령의 사위이다.
서울 출생이다. 신목고등학교를 졸업하고 서울대학교 국제경제학과를 졸업하였다. 2001년에 제43회 사법시험에 합격하였다. 법무연수원에서 연수생이였던 시절 당시 대통령 당선자였던 노무현의 장녀 노정연과 결혼하여 노무현 대통령의 사위가 된다. 이후 법무법인에서 변호사로 활동하였으며, 전기요금 누진세에 관련된 공익소송을 진행했다.
2020년에 더불어민주당에 입당하였다. 제21대 국회의원 선거에서 본적지인 영동군이 속한 충청북도 보은군·옥천군·영동군·괴산군 선거구에 출마하여 박덕흠 현역 국회의원과 경쟁하였으나 낙선하였다. 이후 민주연구원 부원장으로 활동하였으며, 2022년 7월부터 더불어민주당 서울 종로구 지역위원장으로 활동한다. 
장인 노무현 전 대통령의 선거구였던 종로구 선거구에 출마의 뜻을 밝혔다. 더불어민주당 후보로 단수공천되어 현역 의원인 최재형을 상대하게 되었다. 본 선거 결과 50.92%의 득표율을 기록하면서 제22대 국회의원으로 당선되었다.

## 학력
- 신목고등학교 졸업
- 서울대학교 사회과학대학 국제경제학 학사
- 서울대학교 법과대학원 법학 석사[13]
- 뉴욕 대학교 로스쿨 법학 LL.M.

## 경력
- 제43회 사법시험 합격(사법연수원 33기 수료)
- 법무연수원 수료 및 변호사 개업
- 민주연구원 상근부원장
- 법무법인 인강 대표변호사
- Skadden, Arps, Slate, Meagher & Flom LLP 변호사
- 중국 상하이 화동정법대학 초빙교수
- 경희대학교 법무대학원 겸임교수
- 2020년 5월~2022년 7월: 더불어민주당 충청북도당 보은군·옥천군·영동군·괴산군 지역위원회 위원장
- 2020년: 더불어민주당 충청북도 지역발전특별위원회 위원장
- 2022년 7월~: 더불어민주당 서울특별시당 종로구 지역위원회 위원장
- 2023년~: 재단법인 김대중재단 종로구지회 회장
- 2024년 3월~2024년 5월: 더불어민주당 중앙당 부대변인
- 2024년 4월 10일: 대한민국 제22대 국회의원 선거 당선(서울 종로구, 더불어민주당, 초선)[14][15]
- 2024년 5월~2024년 7월: 더불어민주당 원내부대표

### 의정 활동
- 2024년 5월 30일~: 제22대 국회의원(서울 종로구, 더불어민주당, 초선)[14][15]
  - 2024년 6월~: 제22대 국회 전반기 산업통상자원중소벤처기업위원회 위원
  - 2024년 6월~2024년 8월: 제22대 국회 전반기 국회운영위원회 위원
  - 2024년 12월~2024년 12월: 제22대 국회 대법관(마용주) 임명동의에 관한 인사청문 특별위원회 위원
  - 2025년 6월~: 제22대 국회 전반기 예산결산특별위원회 위원

## 가족
- 배우자: 노정연
- 자녀: 1남 2녀[16]

## 역대 선거 결과
|  | 41.44% |

|  | 50.92% |

## 소속 정당
| 소속 정당 | 소속 정당    | 소속 기간 | 비고      |
| --------- | ------------ | --------- | --------- |
|           | 더불어민주당 | 2020~현재 | 정계 입문 |

## 같이 보기
- 서울 종로구의 국회의원
- 종로구 (1988년 선거구)